# Saharaatlas
Der Saharaatlas (arabisch الأطلس الصحراوي, DMG al-Aṭlas aṣ-ṣaḥrāwī) ist eine zum Atlasgebirge in Nordafrika gehörende Gebirgskette von etwa 950 km Länge im Osten Marokkos und in Algerien. Er bildet eine Nordgrenze der Sahara.

## Geografie
Nördlich des Saharaatlas liegt das Hochland der Schotts, während südlich nur Sandwüste zu finden ist. Östlich von ihm liegt das Aurès und westlich begrenzen ihn die marokkanischen Gebirgsketten Hoher Atlas und Djebel Sarhro. Der höchste Gipfel des Saharaatlas ist der in Algerien liegende, aber nur etwa 50 km von der marokkanischen Grenze entfernte Djebel Aïssa mit einer Höhe von 2236 m; er liegt im Ksour-Gebirge in der westlichen Hälfte des Saharaatlas.
Gelegentlich wird auch das östlich des Saharaatlas gelegene Aurès-Gebirge noch dem Saharaatlas zugerechnet, in diesem Fall ist der Djebel Chélia mit 2328 m der höchste Gipfel des Aurès und damit zugleich der höchste des Saharaatlas.

## Siedlungen
Aufgrund der Wüstennähe ist er nur da lebens- und siedlungsfreundlich, wo es Wasser in Form von Oasen oder den nur manchmal wasserführenden Wüstenflüssen, den Wadis gibt. Die Stadt El Djelfa mit etwa 300.000 Einwohnern liegt als einzige größere Stadt direkt im Gebirge auf über 1100 Metern Höhe. Sie ist ein wichtiger Handelsknotenpunkt für die Nomaden und Halbnomaden der Sahara. Wenige weitere Städte finden sich an seinem Fuß.